# Hydra intaba
Hydra intaba is een hydroïdpoliep uit de familie Hydridae. De poliep komt uit het geslacht Hydra. Hydra intaba werd in 1948 voor het eerst wetenschappelijk beschreven door Ewer. 